# هوا عبدالله محمد صالح
هوا عبدالله محمد صالح (انگلیسی: Hawa Abdallah Mohammed Salih)؛ فعال حقوق بشر اهل سودان است.
او در شمال دارفور متولد شد، به دلیل جنگ میان نیروهای دولتی و شورشیان دارفوری مجبور به ترک آنجا شد.
او به اردوگاه آوارگان ابو شوک رفت و در آنجا با مقامات سازمان ملل و سازمان غیردولتی آمریکایی IRC برای انتشار اطلاعات و آگاهی از شرایط در دارفور کار کرد.
به دلیل فعالیت‌هایش سه بار دستگیر شد و دو بار توسط امنیت ملی ربوده و بازداشت شد، در سال ۲۰۱۱ هنگامی که او برای مدت دو ماه در بازداشت تحت شکنجه و تجاوز جنسی در یک زندان دولتی در خارطوم قرار گرفت. سال ۲۰۱۱ او مجبور شد که از سودان فرار کند.
وی همچنین برندهٔ جوایزی همچون جایزه بین‌المللی زنان شجاع شده‌است.